# Матло Ярина Сергіївна
Матло Ярина Сергіївна (нар. 23 жовтня 1990, Новий Розділ) — українська плавчиня та тренер, майстер спорту України міжнародного класу. Бронзова призерка Літніх Паралімпійських ігор 2012 року.
Займається у секції плавання Рівненського обласного центру «Інваспорт».

## Біографія
Народилась Ярина 23 жовтня 1990 року у місті Новий Розділ Миколаївського району Львівської області.
1 вересня 2021 року в Токіо виборола срібну медаль у запливі на 100 м брасом у класі SB12 на Літніх паралімпійських іграх 2020.

## Державні нагороди та звання
- Медаль «За працю і звитягу» (16 вересня 2021) — за значний особистий внесок у розвиток паралімпійського руху, досягнення високих спортивних результатів на XVI літніх Паралімпійських іграх у місті Токіо (Японія), виявлені самовідданість та волю до перемоги, утвердження міжнародного авторитету України[3]
- Орден княгині Ольги I ст. (4 жовтня 2016) — за досягнення високих спортивних результатів на XV літніх Паралімпійських іграх 2016 року в місті Ріо-де-Жанейро (Бразилія), виявлені мужність, самовідданість та волю до перемоги, утвердження міжнародного авторитету України[4]
- Орден княгині Ольги II ст. (17 вересня 2012) — за досягнення високих спортивних результатів на XIV літніх Паралімпійських іграх у Лондоні, виявлені мужність, самовідданість та волю до перемоги, піднесення міжнародного авторитету України[5]
- Орден княгині Ольги III ст. (7 жовтня 2008) — за досягнення високих спортивних результатів на XIII літніх Паралімпійських іграх в Пекіні (КНР), виявлені мужність, самовідданість та волю до перемоги, піднесення міжнародного авторитету України[6]
- Луреат Премії Кабінету Міністрів України за особливі досягнення молоді у розбудові України (2009)[7].
- Заслужений працівник фізичної культури і спорту України (18 вересня 2024) — за вагомий особистий внесок у розвиток паралімпійського руху, підготовку спортсменів міжнародного класу, досягнення високих спортивних результатів національною паралімпійською збірною командою України на XVII літніх Паралімпійських іграх 2024 року[8]